# Зелений купол
Зелений купол або Купол Пророка (араб. القبة الخضراء) — могила пророка Мухаммеда і перших двох праведних халіфів Абу Бакра та Умара ібн аль-Хаттаба. Знаходиться всередині мечеті Масджид ан-Набаві в міста Медіна в Саудівській Аравії.

## Історія
Точна дата зведення купола невідома, але його опис можна знайти в манускриптах початку XII ст .
До 1279 над могилою збудовано незабарвлений дерев'яний купол. Пізніше він перебудовувався наприкінці XV століття й у 1817.
У 1837 купол вперше забарвлений в зелений колір і став відомий як Зелений купол.

## Галерея

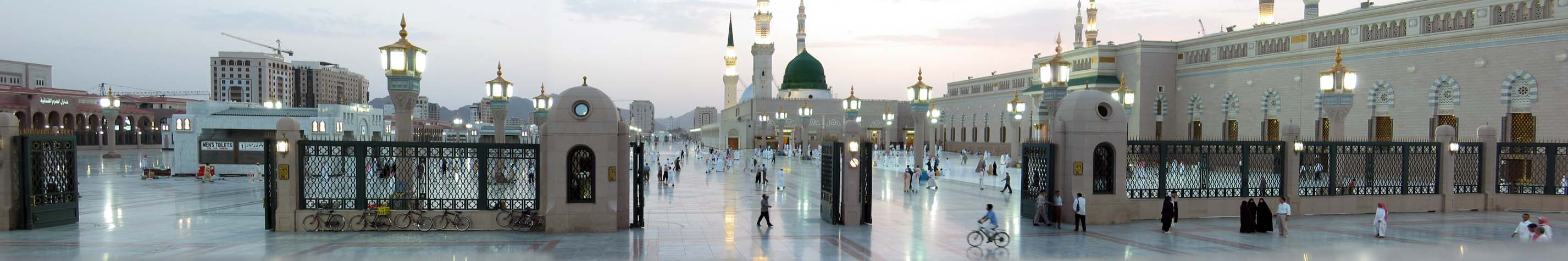
Зелений купол у комплексі мечеті Масджид аль-Набаві